# Vlado Šola
Vlado Šola (født 16. november 1968 i Prisoje, Jugoslavien) er en kroatisk håndboldtræner og tidligere håndboldspiller, der som aktiv spillede for blandt andet RK Zagreb i Kroatien, ungarske MKB Veszprém samt Chambéry Savoie i Frankrig. Šola var kendt som en temperamentsfuld målmand, der ofte havde farvet hår. 
Han er nu landstræner for Montenegro.

## Landshold
Šola var en del af det kroatiske landshold, der blev verdensmestre i 2003 og olympiske mestre i 2004.